# Albert Russel Erskine
Albert Russel Erskine (Huntsville, 24 gennaio 1871 – South Bend, 1º luglio 1933) è stato un imprenditore statunitense.
Fu attivo nell'industria automobilistica nella prima metà del XX secolo.
Lavorò per diverse aziende prima di approdare nel 1911 alla Studebaker. Di quest'ultima ne fu l'amministratore delegato dal 1915 fino a quando la Casa automobilistica di South Bend fu in gravi difficoltà finanziarie (1933). A seguito di quest'ultima infausta congiuntura, si suicidò.

## La carriera alla Studebaker
Durante la sua lunga amministrazione della Studebaker come presidente, incoraggiò la produzione di vetture piccole, sportive ma economiche, sulla scia dei modelli europei, e di quelli della Erskine e Rockne. Scrisse anche un libro sulla storia della Studebaker, nel 1918.

## La caduta e la morte
La sua caduta iniziò con il fallimento della politica aziendale sul contenimento dei costi come risposta alla grande depressione del 1929, che portò ad un'enorme crisi di liquidità. Nel 1930 egli dichiarò che i dividendi di 7 800 000 di dollari era cinque volte i profitti netti dello stesso anno. Nel 1931 pagò dividendi per 3 500 000 dollari. Dopo questa caduta ci fu l'unione con la White Motor Company. Il capitale circolante netto crollò invece da 26 000 000 di dollari del 1926, a 3 500 000 di dollari del 1932; in aggiunta la Studebaker aveva debiti verso le banche per 6 000 000 di dollari. Questi ultimi non furono onorati, e la Casa automobilistica di South Bend finì in amministrazione controllata.
Sofferente di cuore e di diabete, esautorato dal suo ruolo in Studebaker, con debiti per 350 000 dollari, e a causa della sua esperienza fallimentare in azienda, Erskine si suicidò il 1º luglio 1933 sparandosi al cuore nella sua casa di South Bend.
È seppellito al cimitero di Maple Hill ad Huntsville. Hendry (scrittore di un libro sulla Studebaker) disse: "According to one account, the insurance companies duly and promptly paid all his debts and provided for his dependants" (“In accordo con il suo stile, la compagnia di assicurazioni pagò tutti i suoi debiti e si curò dei suoi dipendenti”).

## Il suo contributo all'università
Oltre al suo lavoro da imprenditore, Erskine fece parte del consiglio di amministrazione dell'Università di Notre Dame, dove suo figlio Albert Jr. studiava. L'ateneo gli conferì una Laurea honoris causa nel 1924. Si interessò anche alla squadra di football americano dell'università (più tardi un'azienda controllata dalla Studebaker, la Rockne, diede il nome alla squadra dell'ateneo).
Furono anche donati 10 000 dollari all'Università di Harvard nel 1926 per la ricerca. Quest'ultima rimase attiva per la maggior parte degli anni trenta.